# Albufera
Albufera è una laguna che si trova sulla costa della Spagna, 11 km a sud di Valencia. 
Costituisce la parte principale del Parco naturale dell'Albufera, un'area naturale protetta di 21.120 ettari che si sviluppa nelle aree municipali di Valencia, Alfafar, Sedaví, Massanassa, Catarroja, Albal, Beniparrell, Silla, Sollana, Sueca, Cullera, Albalat de la Ribera e Algemesí.
| Controllo di autorità | VIAF (EN) 247372706 · BNF (FR) cb11937955x (data) |